# Enyaliopsis nyasa
Enyaliopsis nyasa är en insektsart som beskrevs av Glenn Jr. 1991. Enyaliopsis nyasa ingår i släktet Enyaliopsis och familjen vårtbitare. Inga underarter finns listade i Catalogue of Life.